# Eichholz-Buchholz
Eichholz-Buchholz ist ein Naturschutzgebiet auf dem Gebiet der Gemeinden Bad Bellingen und Efringen-Kirchen im Landkreis Lörrach in Baden-Württemberg.

## Lage
Das 34,6 ha große Gebiet mit der Kenn-Nummer 3.252 ist seit dem 7. Mai 1999 als Naturschutzgebiet ausgewiesen. Es handelt sich um einen zur Oberrheinebene abfallenden Westhang der Markgräfler Vorbergzone, das nur einige hundert Meter nördlich des Naturschutzgebiets Isteiner Klotz nordöstlich des Efringen-Kircheners Ortsteils Kleinkems und östlich der A 5 und der Kreisstraße K 6347 liegt. Es ist sowohl Teil des 1.526 Hektar großen FFH-Gebiets Nr. 8311-342 Markgräfler Rheinebene von Weil bis Neuenburg als auch des Vogelschutzgebiets Nr. 8211-401 Rheinniederung Haltingen-Neuenburg mit Vorbergzone.

## Bedeutung
Wesentlicher Schutzzweck ist laut Schutzgebietsverordnung die Erhaltung des Gebiets als ein Bereich mit wertvollen Lebensräumen unterschiedlicher Ausprägung wie naturnahen seltenen Trockenwäldern, insbesondere Flaumeichenwäldern, sowie Halbtrockenrasen und Trockenmauern, die für viele seltene und zum Teil stark gefährdete Tier- und Pflanzenarten von großer Bedeutung sind sowie als kulturhistorisches Dokument einer alten Bewirtschaftungsform mit ehemals niederwaldartig bewirtschafteten Eichen-, Hainbuchen- und Haselwäldern und als bedeutsames Objekt der Sukzessionsforschung mit unterschiedlichen Verbuschungsstadien.